# The Fuzztones
The Fuzztones son una banda de garage rock formada en Nueva York en 1980.

## Historia
La banda fue fundada por el guitarrista Rudi Protrudi en New York en 1980. Irrumpieron en la escena Punk neoyorquina recuperando el sonido de las bandas de Garage rock de los años 60, basando su repertorio musical en oscuras versiones de bandas como Sonics, The Haunted, Kenny and The Casuals o The Tropics. Con escaso éxito de público y con gran parte de la prensa en contra, acusándoles de plagio y falta de originalidad, comenzaron a tocar regularmente en salas como la mítica CBGB y tras un par de años de perseverancia lograron conseguir una pequeña legión de seguidores. Poco a poco fue surgiendo toda una escena de revival en Nueva York que volvería a poner de moda el sonido garage de los sesenta, con bandas, sellos y fanzines brotando por todo el país. 
El nombre The Fuzztones viene del sonido de una guitarra cuando se toca a través de un pedal efecto de los sesenta llamado "fuzz box". Este efecto de distorsión se inventó en 1964 y se hizo famoso por su uso en el tema (I Can't Get No) Satisfaction de los Rolling Stones.
“Todas las bandas de garage estaban usando fuzz box en los sesenta, es como consigues ese sonido agresivo y psicodélico, y eso epitomizaba lo que era mi banda, así que pensé que lo mejor que podía hacer era llamarla The Fuzztones.” (Rudi Protrudi).
En 1984 publican su primer trabajo, el sencillo “Bad News Travels Fast” y en 1985 su primer LP “Lysergic Emanations” que se convertiría en un auténtico éxito, siendo en la actualidad considerado un álbum de culto y superando el millón de copias vendidas. La banda comienza a tener relevancia en Europa y son frecuentes sus giras por el Viejo Continente, más que en su país de origen.
En 1987 The Fuzztones se separan y su líder Rudi Protrudi se traslada a Los Ángeles donde recompone el grupo con nuevos miembros. 
Tras más de 40 años de existencia The Fuzztones han logrado el estatus de “leyenda” dentro del Garage rock. Han influido en cientos de grupos, desde The Hives a The Horrors. Continúan en la actualidad realizando giras, especialmente por Europa, y son habituales en los carteles de los grandes festivales de rock.

## Componentes

### Formación actual
- Rudi Protrudi (Voz, Guitarra, Armónica)
- Lana Loveland (Teclados)
- Marcello Salis (Guitarra)
- Pablo Rodas (Bajo)
- Marco Rivagli (Batería)

### Colaboraciones en directo
- Nico Secondini (Teclados)

### Antiguos miembros
- Deb O'Nair (Teclados)
- Elan Portnoy (Guitarra)
- Michael Jay (Bajo)
- Ira Elliot (Batería)
- John Carlucci (Bajo)
- Jason Savall (Teclados)
- Jordan Tarlow (Guitarra)
- Chris Harlock (Bajo)
- Roger Ward (Batería)
- Mike Czekaj (Batería)
- Philip Arriagada (Guitarra)
- Jake Cavaliere (Teclados)
- Gabriel Hammond (Bajo)
- John DeVilla (Guitarra)
- Ramiro Nieto (Batería)
- Lenny Svilar (Guitarra)
- Andrea Kusten (Batería)
- Oliver Pilsner (Bajo)
- Rob Louwers (Batería)
- Vince Dante (Guitarra)
- David Thorpe (Bajo)
- Rodrigo Palavicino (Guitarra)

## Discografía
- Lysergic Emanations (1985)
- Live in Europe! (1987)
- In Heat (1989)
- Braindrops (1991)
- Monster A-Go-Go (1992)
- Salt for Zombies (2003)
- Horny as Hell (2008)
- Preaching to the Perverted (2011)
- NYC (2020)